# Primal Fear (альбом)
Primal Fear — дебютный альбом немецкой хеви/пауэр-метал-группы Primal Fear, выпущенный в 1998 году.

## Список композиций
Слова и музыка всех песен - Primal Fear, кроме 9
1. «Primal Fear» — 0:34
2. «Chainbreaker» — 4:25
3. «Silver And Gold» — 3:11
4. «Promised Land» — 4:23
5. «Formula One» — 4:56
6. «Dollars» — 3:57
7. «Nine Lives» — 3:06
8. «Tears Of Rage» — 6:47
9. «Speedking» (кавер-версия Deep Purple) — 3:59
10. «Battalions Of Hate» — 3:49
11. «Running In The Dust» — 4:37
12. «Thunderdome» — 3:45

В 2002 году было выпущено переиздание для России и стран Балтии, включавшее в себя один бонусный трек:
13. «Breaker» (кавер-версия Accept) — 3:28

## Участники записи

### Primal Fear
- Ральф Шиперс — вокал;
- Том Науманн — гитара и клавишные
- Мэт Синнер — бас-гитара, клавишные и вокал
- Клаус Шперлинг — ударные

### Технический состав
Продюсер - Мэт Синнер
Инженер записи - Akeem
Смикшировано - the Hollywood Blasers на студиях: Spacepark и House Of Music
Сопродюсеры - Том Науман и Ральф Шиперс
Оформление обложки - Stephan Lohrmann
Фотографии - Rainer Ill

### Гостевые музыканты
Кай Хансен - гитары
Фрэнк Росслер - дополнительные клавишные